# Musée des civilisations de Saint-Just-Saint-Rambert
Pour les articles homonymes, voir Musée des civilisations.
Le musée des Civilisations - Daniel Pouget est un musée labellisé "Musée de France" situé à Saint-Just-Saint-Rambert dans la Loire (département). Il présente des collections issues d’Asie, d’Afrique, d’Océanie et d’Amérique ainsi que de nombreux objets liés à l’histoire du Forez.

## Présentation
Implanté au cœur du quartier historique de Saint-Rambert-sur-Loire, sur le site du prieuré, en partie dans un bâtiment du XVIIIe siècle, il déploie deux espaces d’exposition : une surface consacrée aux expositions thématiques (permanentes et temporaires), une autre dédiée aux réserves visitables.

## Histoire
Le musée est fondé en 1965 par l'association des "Amis du Vieux Saint-Rambert", soucieuse de la préservation et de la présentation du patrimoine local. Installé rue Chappelle à Saint-Just-Saint-Rambert, le musée présente des pièces archéologiques et objets religieux tels que la Chasuble dite de Saint-Rambert (Ragnebert). Daniel Pouget en prend la direction secondé par les membres de l'association.
En 1966, par l’intermédiaire du peintre stéphanois Philippe Artias, Daniel Pouget prend contact avec la collectionneuse et historienne de l'art Madeleine Rousseau qui confie 123 pièces de sa collection africaine pour l’exposition "Art nègre" organisée la même année. Cette exposition connait un vif succès doublé d’un retentissement médiatique. À la suggestion de Daniel Pouget, Madeleine Rousseau accepte l’idée de faire don d’une partie de ses œuvres au musée. Celle-ci se concrétise en 1969 avec le don de 320 œuvres d'art africain, océanien, asiatique, américain et égyptien à la commune de Saint-Rambert-sur-Loire. Deux salles sont par la suite créées pour accueillir la donation et le musée se développe autour de ces collections extra-européennes et ethnologiques.
En avril 1970, le musée emménage au cœur du prieuré de Saint-Rambert-sur-Loire. Il est renommé "musée du Prieuré". Daniel Pouget poursuit activement sa politique d’acquisition, alimenté par de nombreux voyages, et collectes de terrain (Inde, Mali, Niger, Vanuatu, Île de Pâques, Indonésie). De nombreux dons de particuliers viennent enrichir les collections.
En 1980, le musée du Prieuré change de statut et devient municipal.

## Collections

### Afrique
Le musée conserve 1322 objets provenant d'Afrique.
- Près de 300 objets proviennent de la collection de Madeleine Rousseau avec une forte proportion de sculptures en bois, de masques, et de figurines en alliage cuivreux de l'Afrique subsaharienne.
- 654 objets ont été achetés par Daniel Pouget entre les années 1970 et 1997. Proportionnellement, les objets proviennent principalement du Maghreb. Il s’agit d’objets du quotidien souvent achetés en série ou en grande quantité (bijoux, poteries, chaussures, textiles).
- 272 objets proviennent de dons et d'achats à des particuliers. Ils sont majoritairement issus de séjours en Afrique effectués dans le cadre de coopérations franco-africaines mises en place après les indépendances dans les années 1960. Les objets sont souvent de facture touristique[8].
- 58 objets constituent une petite collection égyptologique acquis par Madeleine Rousseau.

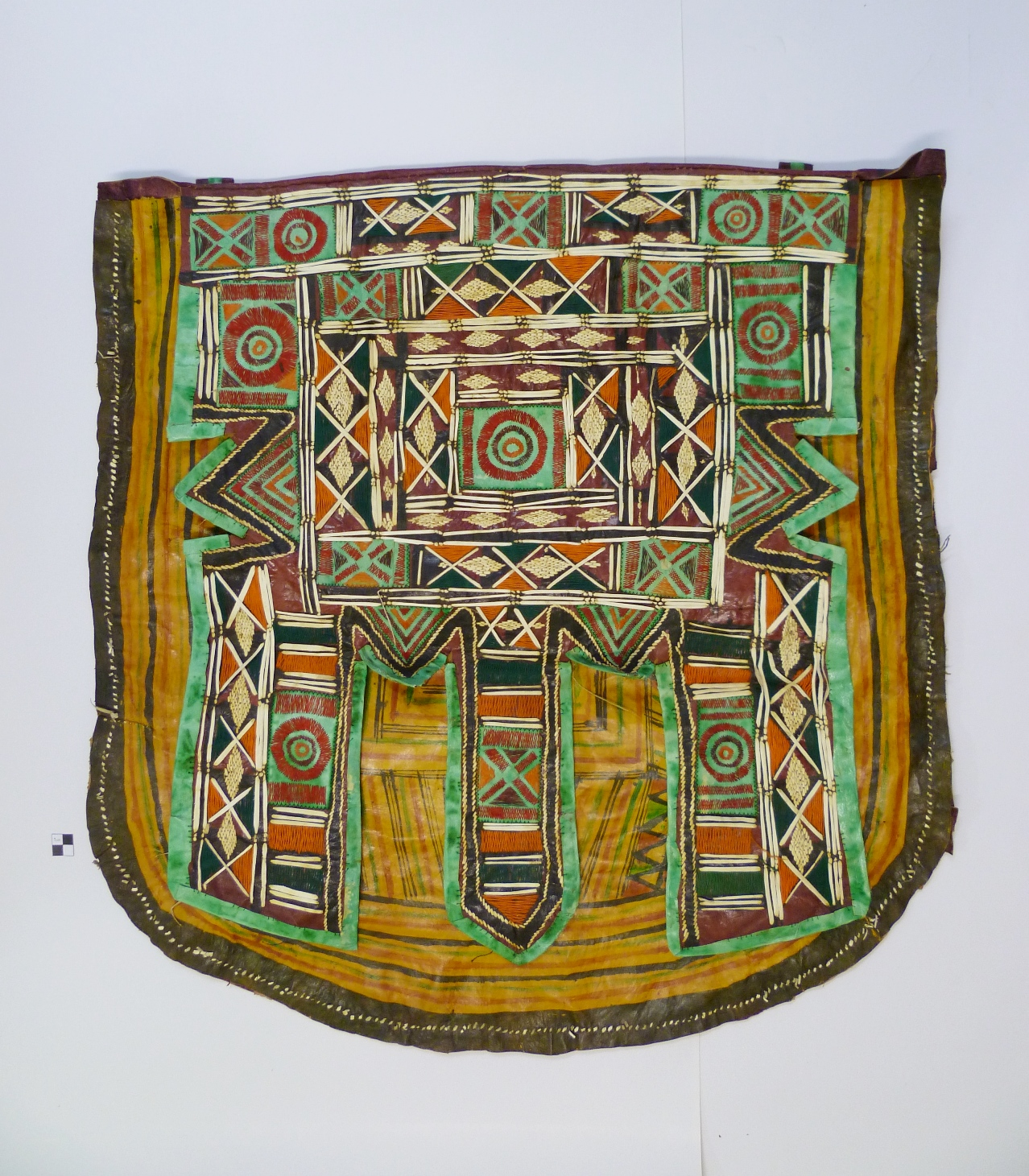
Sac (Eljibera), Touareg, fin XXe siècle, Niger, 05.02.016
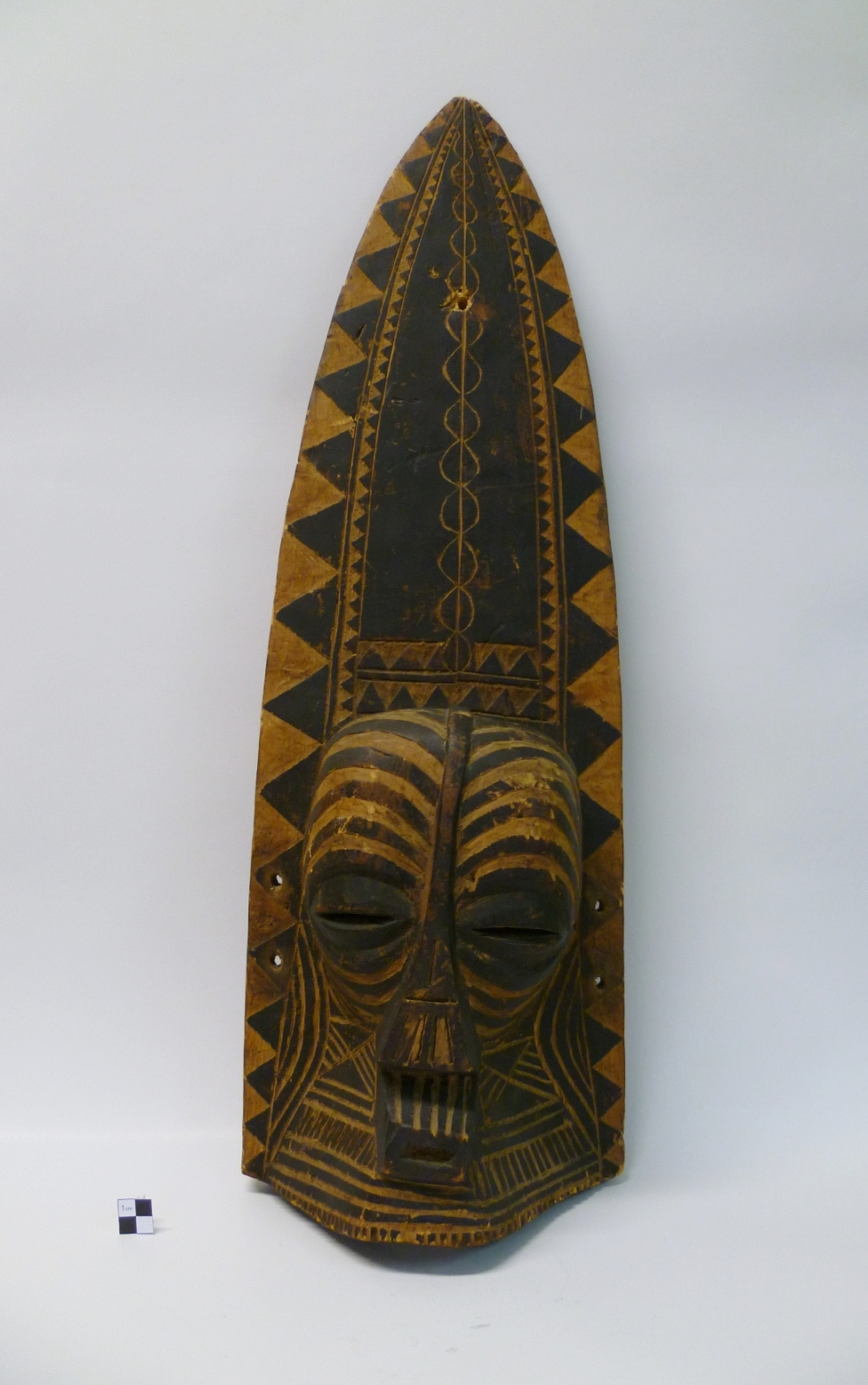
Masque, Songye, première moitié XXe siècle, République Démocratique du Congo, 67.2.089
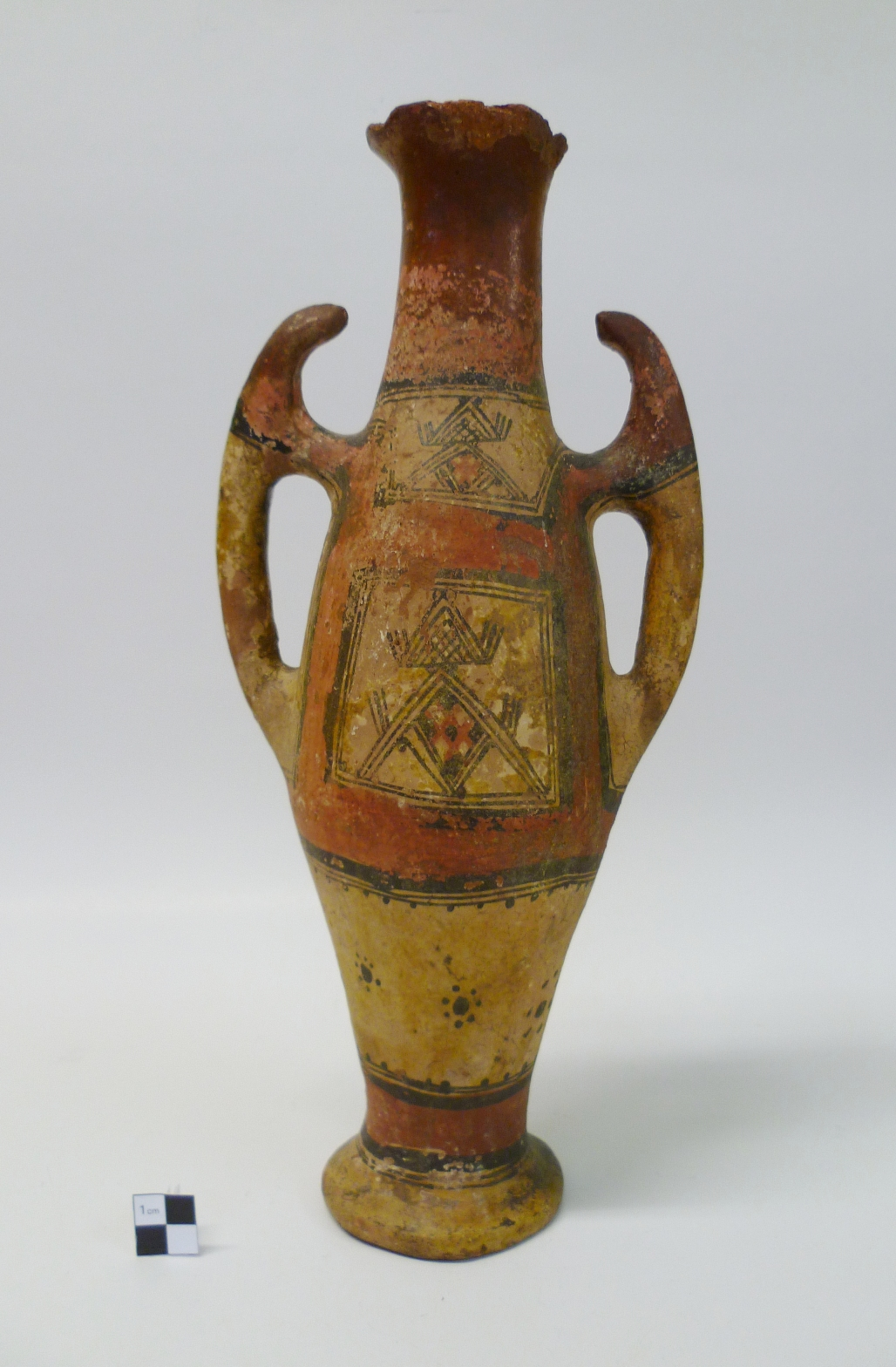
Amphore, année 1950, Maroc, céramique, 2020.0.105
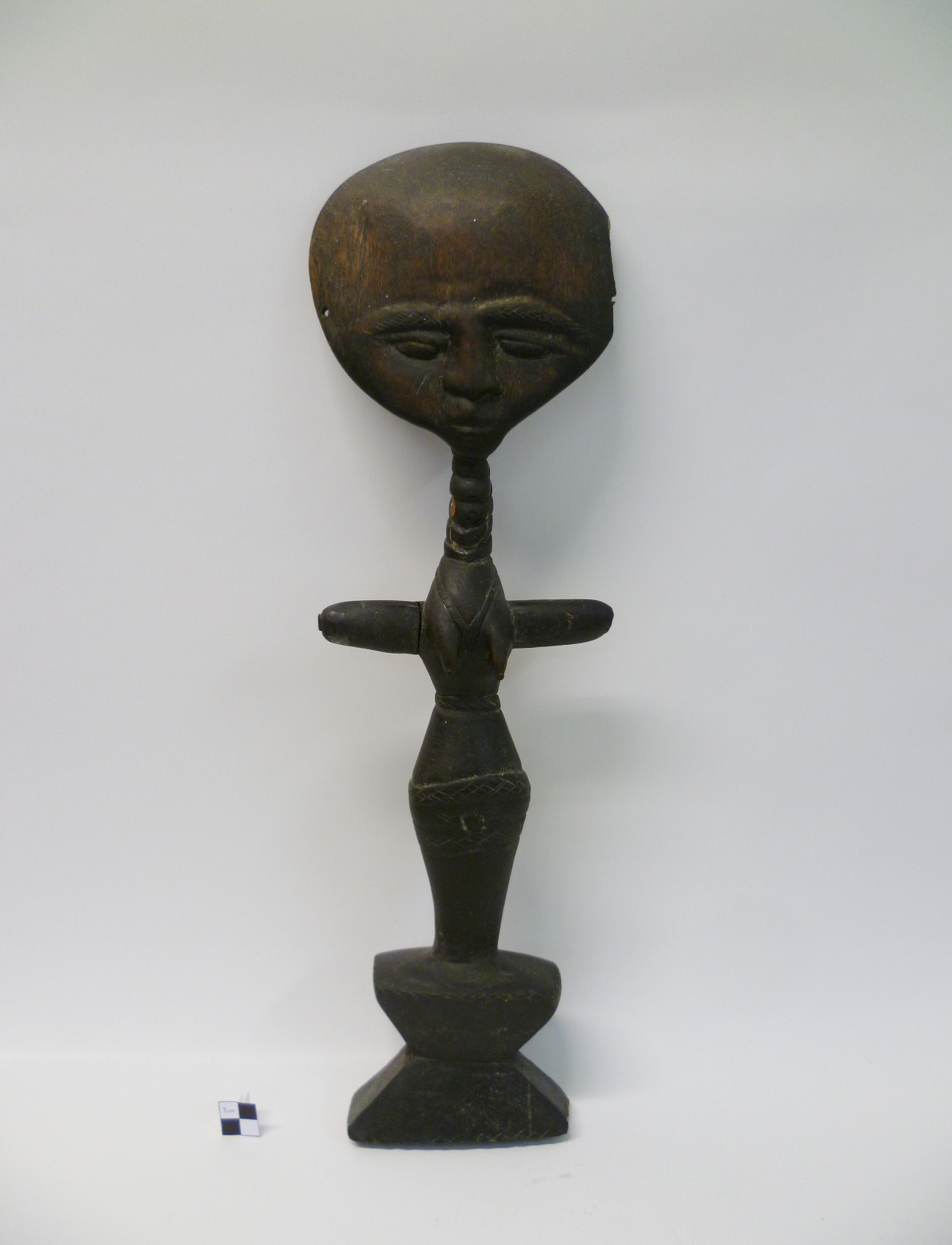
Statuette (Akua'ba), Ashanti, 1re moitié du XXe siècle, Ghana, 67.2.161

### Amériques
Le musée conserve en son sein 299 objets ethnographiques provenant d'Amérique.
- 169 objets proviennent des États-Unis, du Canada et du Groenland. Ils ont été achetés par Daniel Pouget lors de plusieurs voyages dans les années 1980 et 1990. Il s’agit d’objets Amérindiens du quotidien (mocassins, vêtements, pipes, porte-bébé, objets divers liés à la chasse) ou religieux (masques, hochets cérémoniels), de facture traditionnelle et touristique.
- Les objets d’Amérique du Sud et d’Amérique centrale sont au nombre de 89. Ils proviennent principalement de Guyane, d’Équateur (pays) et du Pérou et ont été donnés par des particuliers. Les objets précolombiens proviennent de la collection de Madeleine Rousseau.

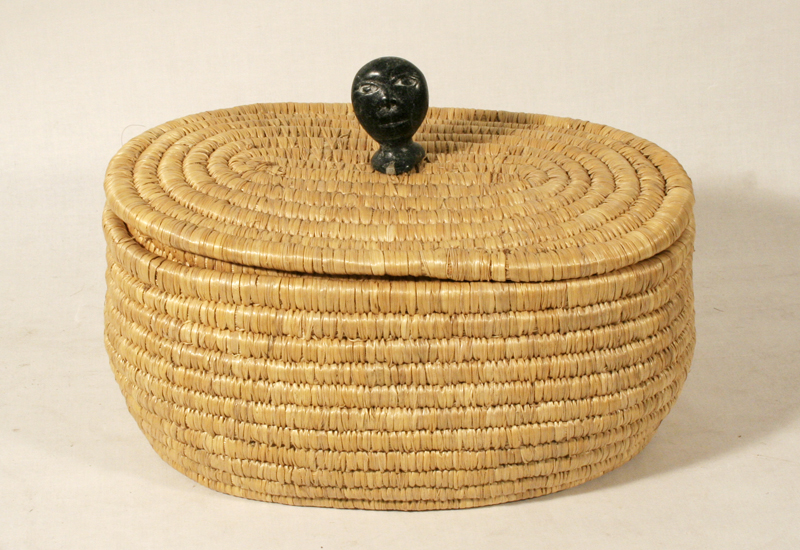
Boite, Sarah Kingalik, XXe siècle, Inukjuak, Canada, 2010.104.027
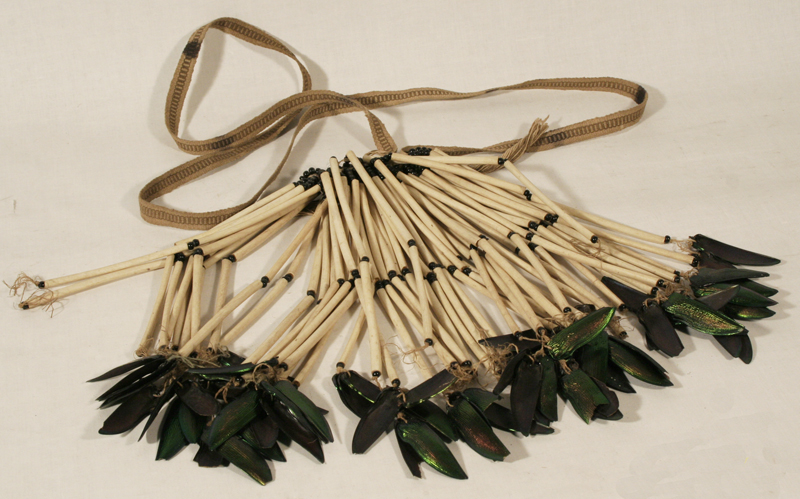
Parure dorsale (Tayucunchi), Jivaro, XXe siècle, 2010.254.049
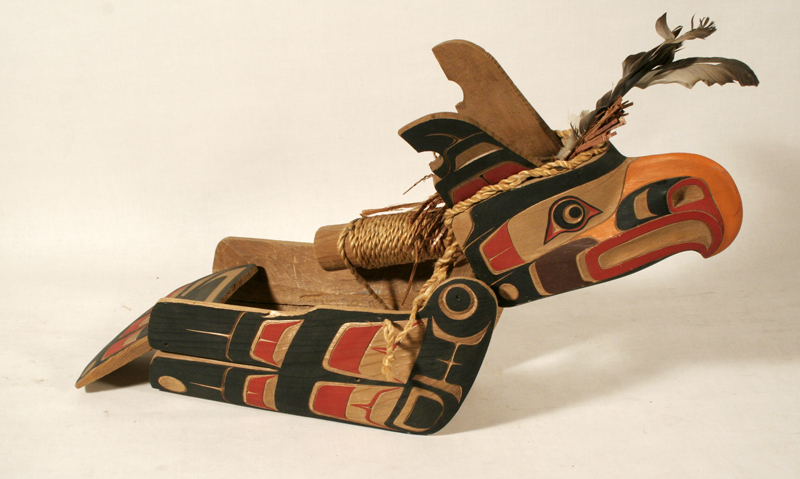
Hochet, Stan Wamiss, XXe siècle, Canada, 2010.104.035
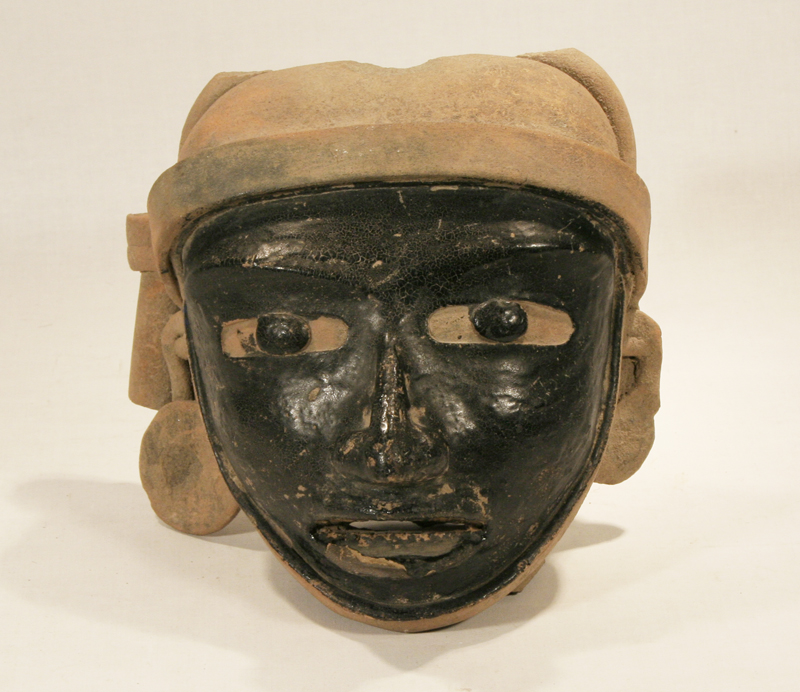
Fragment de tête de guerrier, Veracruz, entre 150 et 250, Mexique, 2010.158.004

### Asie
La collection asiatique est estimée à 3476 objets, dont la majorité proviennent de l'Indonésie, du Japon et de l'Inde.

### Océanie
142 objets constituent la collection océanienne du musée. Ils ont été achetés majoritairement au Vanuatu et en Australie dans les années 1990 par Daniel Pouget.

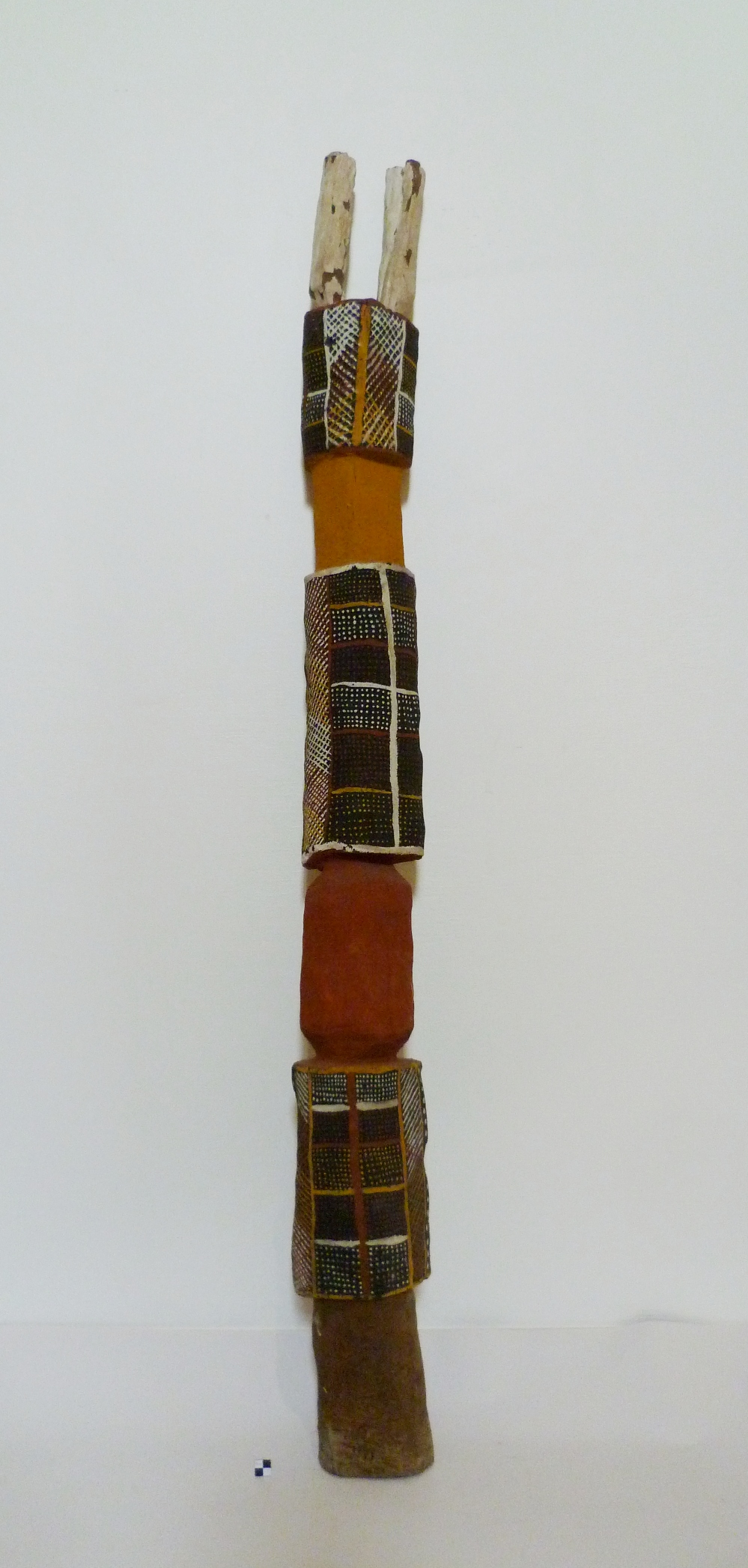
Poteau funéraire (Tutini), fin XXe siècle, Australie, 2010.358.003
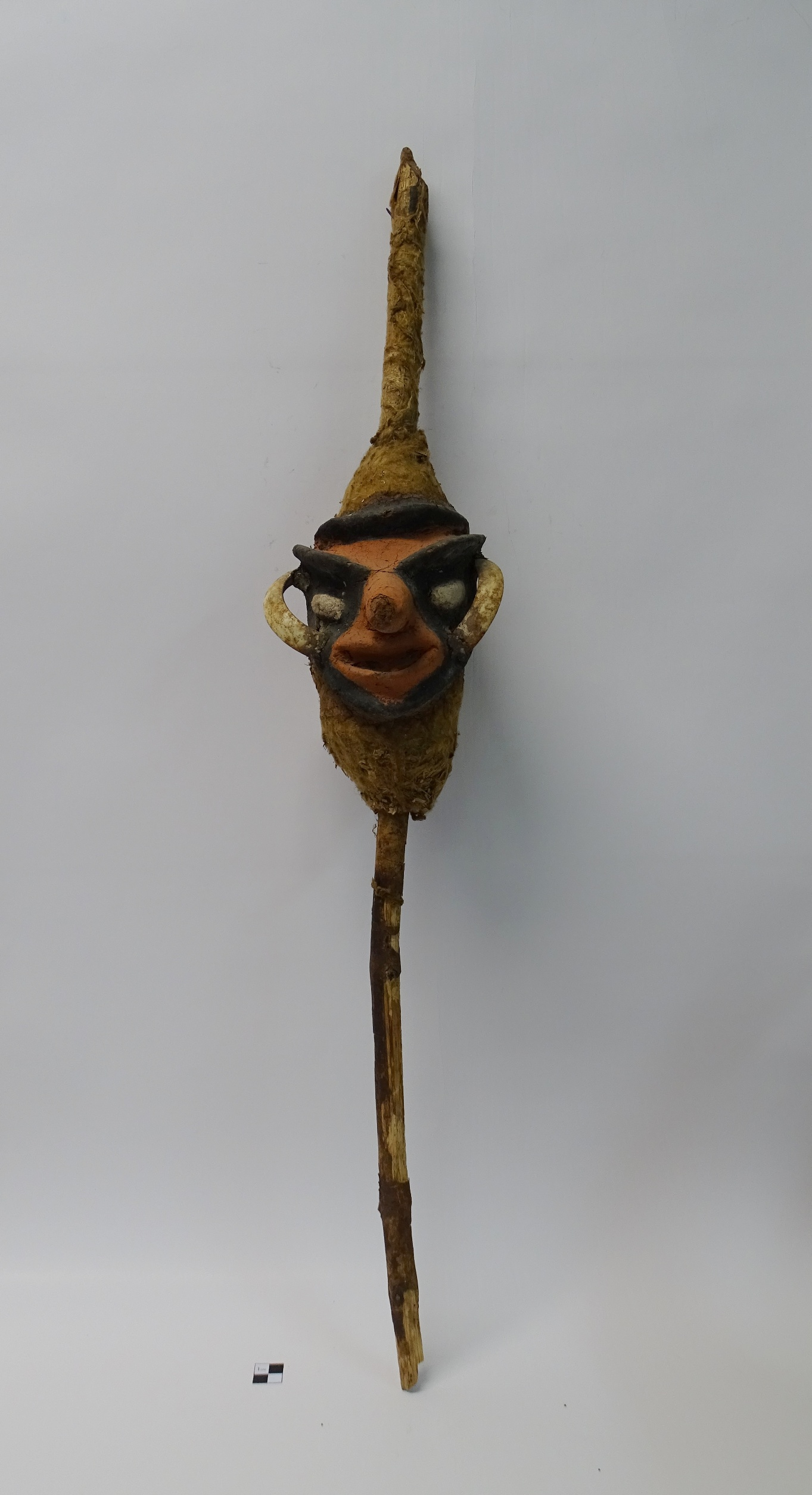
Marionnette (Temes nevimbur), fin du XXe siècle, Vanuatu, 2017.0.1
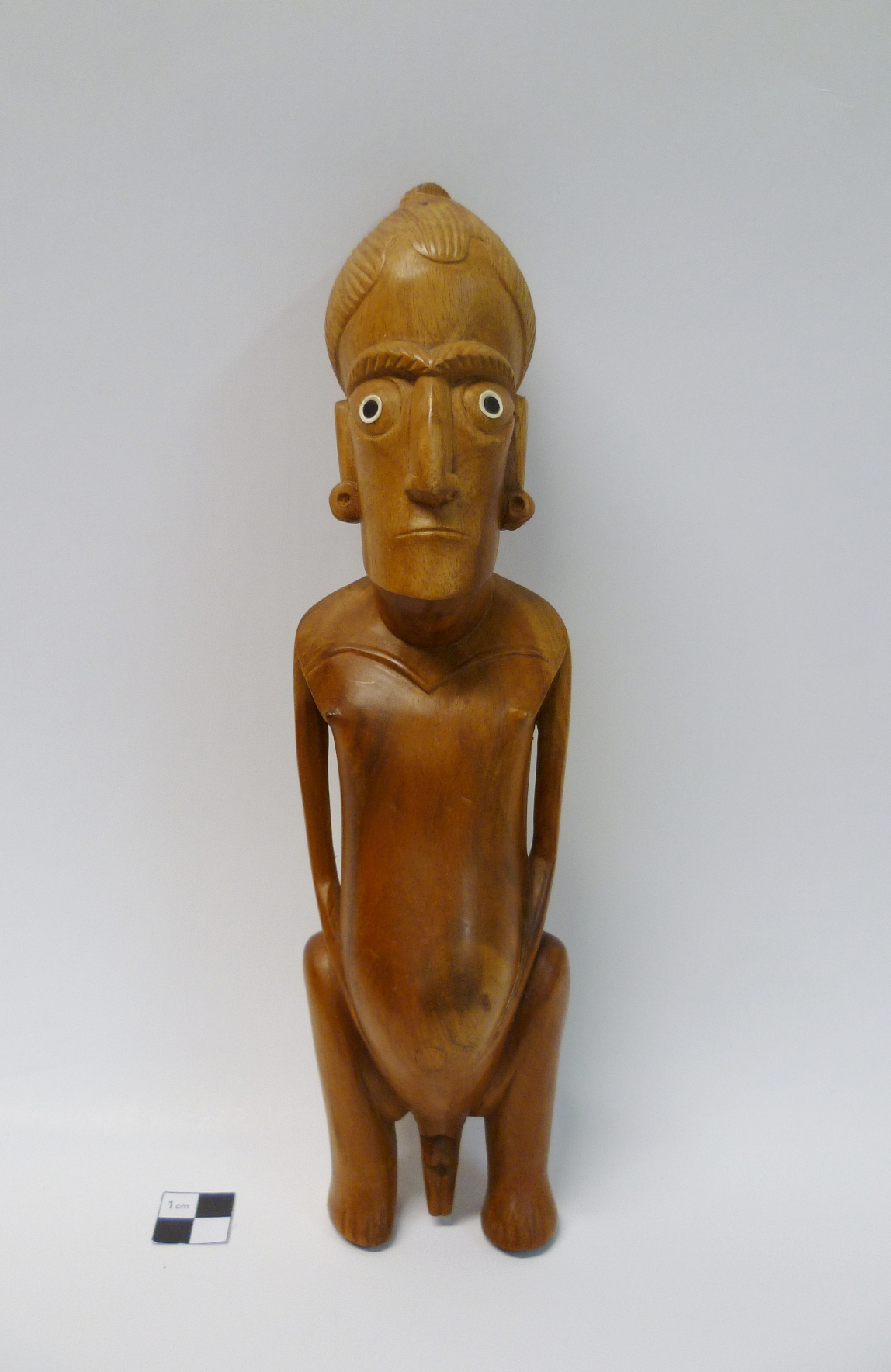
Statuette (Moai tangata), Rapa nui, 1995, Ile de Pâques, 2017.0.12

## Fréquentation
| 2001  | 2002   | 2003  | 2004  | 2005  | 2006  | 2007  | 2008  | 2009  | 2010   | 2011  | 2012  | 2013  | 2014  | 2015   | 2016  | 2017  | 2018  | 2019  | 2020  | 2021  |
| ----- | ------ | ----- | ----- | ----- | ----- | ----- | ----- | ----- | ------ | ----- | ----- | ----- | ----- | ------ | ----- | ----- | ----- | ----- | ----- | ----- |
| 8 325 | 15 906 | 5 107 | 7 675 | 7 761 | 5 221 | 8 306 | 4 728 | 8 035 | 10 874 | 9 024 | 6 391 | 8 877 | 7 304 | 11 149 | 5 733 | 5 325 | 5 918 | 4 661 | 1 929 | 1 951 |